# HD 33833
HD 33833，又名BD-06 1109，SAO 131873、HR 1697，是一颗恒星，视星等为5.91，位于銀經206.91，銀緯-24.67，其B1900.0坐标为赤經5h 7m 54.6s，赤緯-6° -24.67′ 34″。